# Phlegmasia caerulea dolens
Die Phlegmasia caerulea dolens oder Phlegmasia coerulea dolens (griech. phlegmasia Entzündung, Fieber; lat. caeruleus blau; lat. dolere schmerzen) beschreibt eine selten vorkommende, besonders schwere Verlaufsform einer Venenthrombose. Dabei kommt es zum Verschluss aller Venen eines Querschnitts, so dass das Blut der betroffenen Extremität nicht mehr abfließen kann. Durch die Abflussstörung steigt der Gewebedruck stark an und so kommt es letztlich auch zum Ausbleiben der arteriellen Versorgung. Das Geschehen geht mit heftigsten Schmerzen einher und stellt eine ernste Bedrohung für die betroffene Extremität und das Leben des Patienten dar.

## Ursachen
Durch eine Störung der Mikrozirkulation in der betroffenen Extremität kommt es zunächst zu kapillären Thrombosen. Die hämodynamisch ungünstige Situation führt zu weiteren thrombotischen Vorgängen in den größeren venösen Gefäßen, wodurch es zur Ausbildung von Ödemen kommt. Dadurch steigt der Druck an der betroffenen Stelle auf das venöse und das arterielle Gefäßsystem mit einer vollständigen Unterbrechung der Blutversorgung.

## Symptome
Aufgrund der Minderperfusion des Gewebes und des hohen Gewebedrucks kommt es zu starken Schmerzen und Kälte (arterielle Minderversorgung) sowie Weichteilschwellungen und einer harten Konsistenz (Ödeme) der betroffenen Extremität. Bezeichnend ist die bläuliche Verfärbung durch die fehlende Sauerstoffversorgung der Extremität, die der Phlegmasia caerulea dolens ihren Namen gab. Im weiteren Verlauf kommt es zu Nekrosen, wenn nicht rasch gehandelt wird.

## Therapie
Bei der Phlegmasia caerulea dolens handelt es sich um eine Notfallsituation, die sofort behandelt werden muss. Hierbei wird mittels einer Thrombektomie die venöse Abflussbahn wieder eröffnet. Zur Senkung des Gewebedrucks kann zusätzlich eine Fasziotomie indiziert sein. Aufgrund des thrombotischen Geschehens ist sofort mit einer Fibrinolyse sowie zur Prophylaxe thrombotischer Komplikationen (wie etwa der Lungenembolie) mit Antikoagulation zu beginnen.